# 佐藤哲三 (画家)
佐藤 哲三（さとう てつぞう、1910年1月26日 - 1954年6月25日）は、日本の洋画家。新潟県長岡市に生まれ、新発田市で生涯を過ごす。蒲原平野や農民などを主なモチーフとし、郷土に根ざした作品を制作した。1954年、白血病で死去。

## 経歴

### 出生
1910年（明治43年）1月26日、新潟県古志郡長岡町（現：長岡市）に新発田藩士の末裔である父、佐藤英雄、母、菊乃との間に五人兄弟姉妹の三男として生まれる。父親は哲三の出生後まもなく台湾へ渡る。その翌年、母親は哲三とその兄姉を連れて新発田市に移転。1914年、哲三は脊椎カリエスを患い、背骨に障害を負う。1916年に父親が帰国、一家は新発田上町に移転し、書画骨董店『十万堂』を開業する。1917年、妹の国子が生まれる。1919年、病気のために3年遅れで新発田尋常高等小学校（現：新発田市立外ヶ輪小学校）に入学する。

### 画業開始
1923年（大正12年）最初の油彩画、『妹（クニ子）の肖像』を制作。翌年、皇太子裕仁親王の高田陸軍第十三師団行啓記念展覧会に『ダリア』を出品。1926年（昭和元年）長谷川武雄、大滝直平、富樫寅平らとともに「野人会」を結成し、展覧会を開催する。1927年より木版画の制作を始める。同年冬に兄が主宰した文芸誌「土塊」の同人となり、創刊号から第3号まで版画を寄稿する。10月、東京都上野で開かれた第1回大調和美術展に『真理の雲行』、『光る牛』（現存せず）など7点の作品を応募するがすべて落選。その際に梅原龍三郎の助言を受け、翌年4月、第3回国展に初入選する。

### 画家として開眼
1930年（昭和5年）兄の重義が勤務していた村上駅の赤帽をモデルとした『赤帽平山氏』を制作、同作はその年の国画奨学賞を受賞。同年に父親が死去するが、家業の十万堂は玩具店として営業再開する。翌年、佐藤の友人である新発田市の郵便配達員をモデルとした『郵便脚夫宮下君』を制作。同作も国画奨学賞を受ける。この年、末松正樹や長谷川正巳らと工務店の二階に洋画研究所を開設し、労働者をモデルとした作品を制作。1934年、澤田貞雄が東京日日新聞に連載した小説『競争』の挿絵を描く。6月、佐藤は上野で開かれた「第4回新版画集団展」を観覧し、藤牧義夫の作品、なかでも『赤陽』に感銘を受ける。1935年、ドイツの女流版画家、ケーテ・コルヴィッツの作品『母子』から強い影響を受け、似た構図の作品『苦悩』を制作する。9月13日に新発田大火が発生し、十万堂も被害を受けたが、多くの作品は難を逃れた。

### 教育者・農民運動家として
1939年、石川豊子と結婚。その年の暮れに豊子の実家がある加治村に移転し、家業の自転車店を手伝い始める。1940年、『農婦』を制作。同作品は羽仁五郎が買い上げた。羽仁はこの後もたびたび佐藤の作品を購入する。5月より加治村で児童画の指導を始める。8月に長男の現が誕生。1941年、久保貞次郎の知遇を得る。11月に次男の集が誕生。自身の作品のモチーフに子ども、稲、果物などが採り上げられる。1943年8月に長女の響子が誕生。この後、佐藤は1949年まで、無償で児童画の指導をし、紙芝居なども制作したが、自転車店の経営や農民運動に熱中し、素描などのほかは絵画の制作をほぼ休止している。1946年、三男の創が誕生。1948年、四男の連が誕生。

### 画業再開・最後の輝き
1949年、新発田泉町に移転。絵画制作を再開し、『ダリア』を制作。11月、佐藤の知人で画廊経営者の田部直枝が『佐藤哲三頌布会』を組織する。1950年、身体の不調を訴え、検査のために宮城県仙台市の病院を受診する。通院途中の車窓から、後の作品『原野』の下絵となる山形の風景を写生する。同年6月に腎臓結核の診断が下り、新発田二の丸病院（のちの新潟県立新発田病院）に入院、11月に退院する。
1951年、いくつかの習作を経て、80号に及ぶ『原野』が完成する。同年3月に新発田二の丸病院に再び短期入院。1952年11月から『みぞれ』の制作を始め、翌1953年3月に完成する。またこの年は陶画やガラス絵を盛んに制作。同年8月、佐藤にとって初めてとなる裸女画『裸婦』を制作。12月に体調を崩すが、病をおして『帰路』の制作に取りかかる。8日から9日にかけて、佐藤哲三後援会と新潟日報の後援のもと、市内の小林百貨店で「佐藤哲三油絵展」が開かれ、油彩45点、ガラス絵4点、陶器7点が出品された。1954年（昭和29年）3月、三度目の入院。6月25日、新発田二の丸病院で骨髄芽球無白血病のため死去。享年44。『帰路』は未完のまま絶筆となる。同月27日、新発田市託明寺で告別式が営まれた。

## 作風
佐藤は特定の画家に師事することなく、兄重義の影響により、画集を通じてレオナルド、ミケランジェロ、デューラー、レンブラント・ゴッホ、セザンヌ、ウィリアム・ブレイク、岸田劉生、梅原龍三郎などの作品に親しみ、独学で絵を習った。佐藤は生涯新潟県を離れることなく、タモの木が立ち並ぶ蒲原平野や農民を題材にした作品を描き続けた。絵を描き始めた頃の佐藤は関根正二のような幻想的な雰囲気の作品を描いていたが、梅原龍三郎の指導を受けたのを機に、作風は劇的な変化を遂げ、『赤帽平山氏』や、『郵便脚夫宮下君』などに見られるような、ゴッホやスーティン風に原色を多用した、明るくたくましい筆致の作品を制作し、高い評価を得た。戦時中は制作を休止したが、戦後に制作を再開したのちは作風が再び変化し、暗い色調で精神性を重視した表現を試みるようになる。なかでも、みぞれでぬかるみ、夕陽に照らされた蒲原平野の中を人々が家路につく姿を、激しい筆致で描いた死の前年の作品『みぞれ』は日本の絵画史に残る傑作として高い評価を受けている。

## 受賞歴
- 1930年（昭和5年）第5回国展国画奨学賞（『赤帽平山氏』）
- 1931年（昭和6年）第6回国展国画奨学賞（『郵便脚夫宮下君』）
- 1932年（昭和7年）第7回国展O氏賞（『大道商人』）

## 代表的な絵画作品
- 『ダリア』（1924年）新発田市立外ヶ輪小学校蔵
- 『瓦焼場風景』（1928年）新潟県立近代美術館／万代島美術館蔵
- 『椿』（1930年）新発田市立図書館蔵
- 『赤帽平山氏』（1930年）宮城県美術館蔵
- 『郵便脚夫宮下君』 （1931年)新潟県立近代美術館／万代島美術館蔵[18]
- 『大道商人』（1932年）個人蔵
- 『柿を持つ女』(1934年)宮城県美術館蔵
- 『苦悩』（1935年）新潟市美術館蔵
- 『農婦』（1940年）新潟県立近代美術館／万代島美術館蔵
- 『稲』（1941年）新潟県立近代美術館／万代島美術館蔵
- 『田園の柿』（1943年）個人蔵
- 『寒い日』（1950年）個人蔵
- 『原野』（1951年）新潟市美術館蔵
- 『残雪』（1952年）新潟県立近代美術館／万代島美術館蔵
- 『みぞれ』（1953年）個人蔵
- 『裸婦』（1953年）新潟県立近代美術館／万代島美術館蔵
- 『帰路』（1954年）新潟県立近代美術館／万代島美術館蔵

## 画集
- 佐藤哲三作品集刊行会 編『佐藤哲三作品集』美術出版社、1956年。全国書誌番号:56008718。（絶版）

## テレビ放映
- 1987年3月15日 - 日曜美術館「蒲原に生きた画家・佐藤哲三」[19]
- 1995年2月26日 - NHK新潟スペシャル「蒲原平野に生きて 洋画家・佐藤哲三」[19]
- 1995年5月14日 - 日曜美術館「風景への道程 佐藤哲三」[19]